# Smilax nana
Smilax nana là một loài thực vật có hoa trong họ Smilacaceae. Loài này được F.T.Wang miêu tả khoa học đầu tiên năm 1934.